# Antônio Benedito da Silva
Antônio Benedito da Silva (Campinas, 23 maart 1965), ook wel kortweg Toninho genoemd, is een voormalig Braziliaans voetballer.

## Carrière
Toninho speelde tussen 1985 en 1996 voor Portuguesa, Flamengo, Yomiuri, Shimizu S-Pulse, Urawa Red Diamonds en Vasco da Gama.

## Braziliaans voetbalelftal
Toninho debuteerde in 1991 in het Braziliaans nationaal elftal en speelde 1 interland.